# Mareuil-lès-Meaux
Mareuil-lès-Meaux ist eine französische Gemeinde mit 3.313 Einwohnern (Stand: 1. Januar 2022) im Département Seine-et-Marne in der Region Île-de-France. Sie gehört zum Arrondissement Meaux und zum Kanton Claye-Souilly (bis 2015: Kanton Meaux-Sud). Ihre Einwohner werden Maruellois genannt.

## Geographie
Die Marne begrenzt die Gemeinde im Westen. Durch die Gemeinde selbst fließt ferner der Canal de Chalifert. Umgeben wird Mareuil-lès-Meaux von den Nachbargemeinden Meaux im Norden, Nanteuil-lès-Meaux im Osten, Boutigny im Osten und Südosten, Quincy-Voisins im Süden, Condé-Sainte-Libiaire im Südwesten, Isles-lès-Villenoy im Westen und Südwesten sowie Villenoy im Westen und Nordwesten.
Durch die Gemeinde führt die Autoroute A140.

## Bevölkerungsentwicklung
| Jahr      | 1962 | 1968 | 1975 | 1982 | 1990 | 1999 | 2006 | 2012 | 2021 |
| Einwohner | 622  | 631  | 767  | 872  | 1163 | 1579 | 1848 | 2384 | 3304 |

## Sehenswürdigkeiten

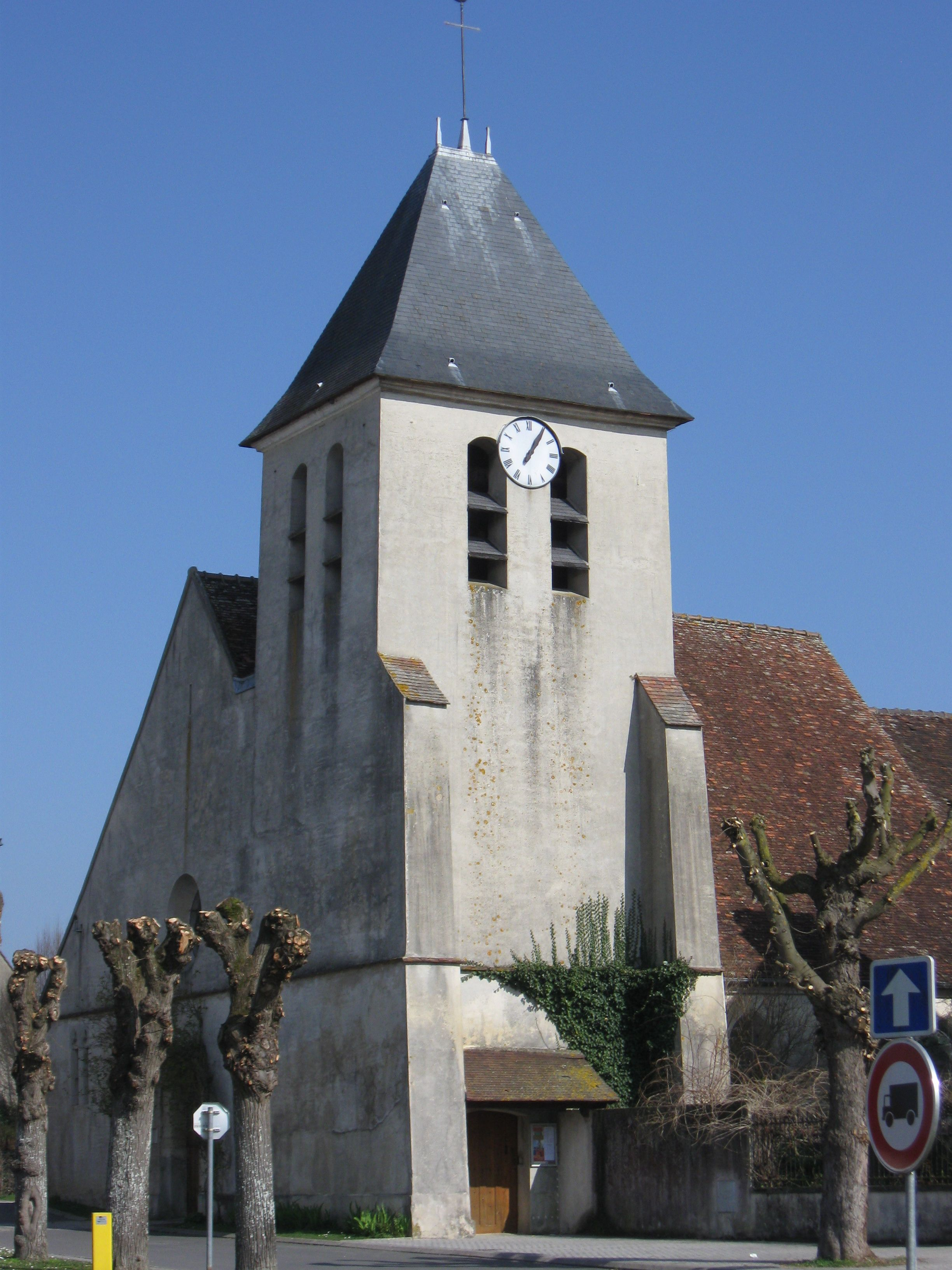
Kirche Saint-Étienne

- Kirche Saint-Étienne aus dem 13. Jahrhundert
- Taubenhaus, erbaut 1669